# Saint-Offenge
Saint-Offenge is een gemeente in het Franse departement Savoie in de regio Auvergne-Rhône-Alpes, die deel uitmaakt van het arrondissement Chambéry. De gemeente is op 1 januari 2015 ontstaan door de fusie van de gemeenten Saint-Offenge-Dessous en Saint-Offenge-Dessus. Saint-Offenge telde op 1 januari 2022 1.163 inwoners.

## Geografie
De oppervlakte van Saint-Offenge bedroeg op 1 januari 2022 7,92 vierkante kilometer; de bevolkingsdichtheid was toen 146,8 inwoners per km².

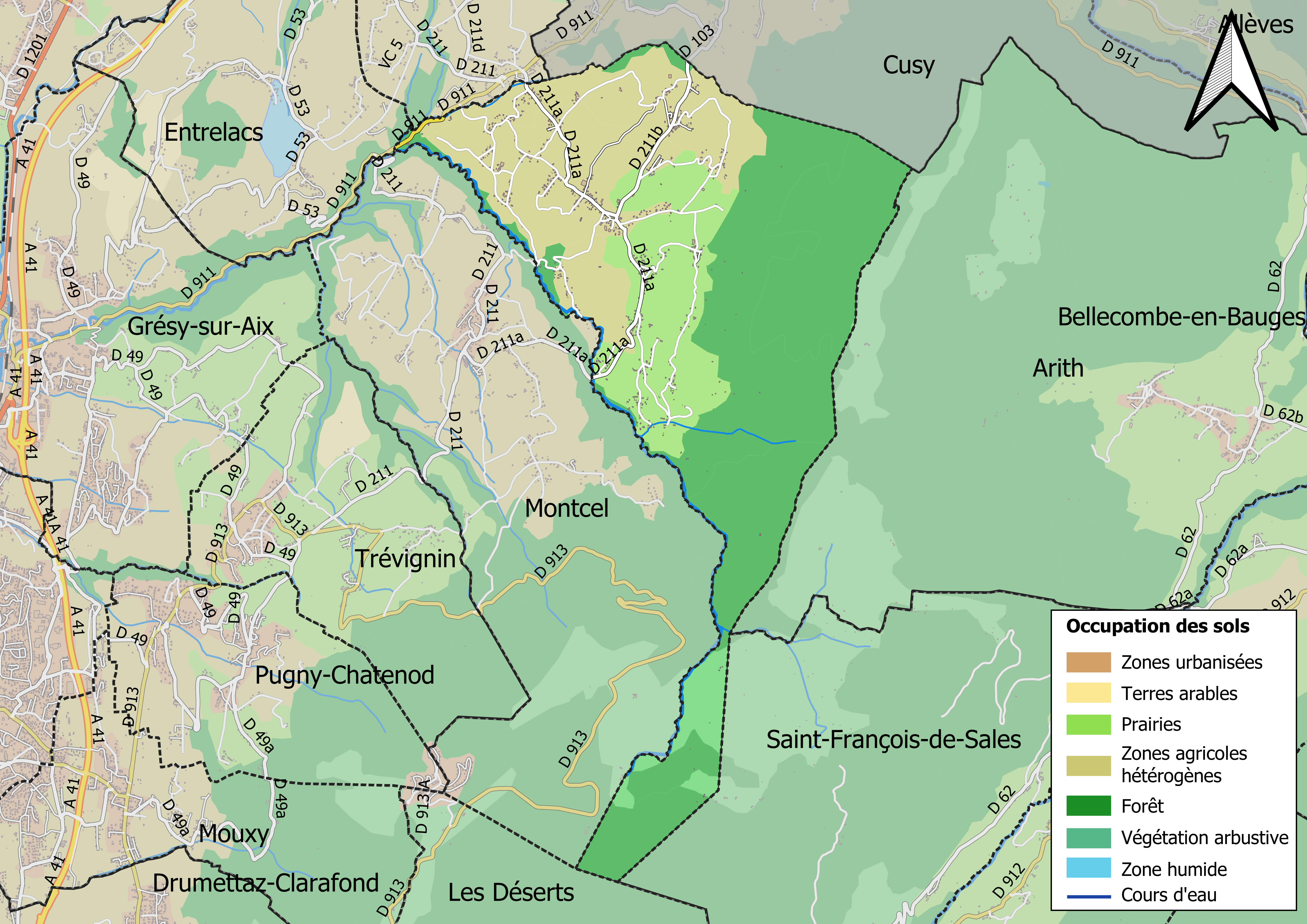
Kaart van de gemeente met de belangrijkste infrastructuur, bodemgebruik en omliggende gemeenten